# Paulo de Góes
Paulo de Góes (Rio de Janeiro, 14 de julho de 1913 – 13 de novembro de 1982) foi um médico brasileiro.
Graduado pela Faculdade Nacional de Medicina da Universidade do Brasil em 1936, com doutorado em 1944. Doutor em farmácia e bioquímica pela Faculdade Nacional de Farmácia da Universidade do Brasil. Foi eleito membro da Academia Nacional de Medicina em 1973, sucedendo Abdon Estellita Lins na Cadeira 83, que tem Vital Brazil como patrono.